# Lee Ju-yong
Đây là một tên người Triều Tiên, họ là Lee.
Lee Ju-yong (tiếng Hàn: 이주용; sinh ngày 26 tháng 9 năm 1992) là một cầu thủ bóng đá Hàn Quốc thi đấu ở vị trí hậu vệ cho Jeonbuk Hyundai Motors ở K League 1.

## Sự nghiệp
Anh được lựa chọn bởi Jeonbuk Hyundai Motors ở đợt tuyển quân K-League 2011 và đầu quân cho Đại học Dong-A. Anh gia nhập Jeonbuk trước khi mùa giải 2014 khởi tranh.